# Koehneria madagascariensis
Koehneria es un género monotípico de plantas con flores perteneciente a la familia Lythraceae. Su única especie: Koehneria madagascariensis (Baker) S.A.Graham, Tobe & Baas, es originaria de  Madagascar. Es género fue presentado por Shirley Ann Tousch Graham, Pieter Baas &  Hiroshi Tobe y publicado en  Annals of the Missouri Botanical Garden 73(4): 788-809 en el año 1986[1987].

## Sinonimia
- Lagerstroemia madagascariensis Baker
- Pemphis madagascariensis (Baker) Koehne
- Pemphis punctata Drake[1]